# Bradinopyga cornuta
Bradinopyga cornuta is een libellensoort uit de familie van de korenbouten (Libellulidae), onderorde echte libellen (Anisoptera). De diersoort komt voor in Zimbabwe.
De soort staat op de Rode Lijst van de IUCN als niet bedreigd, beoordelingsjaar 2009.
De wetenschappelijke naam Bradinopyga cornuta is voor het eerst geldig gepubliceerd in 1911 door Ris.